# Frederico José Correia
Frederico José Correia (1817 — 1881) foi um político brasileiro.
Foi 3º vice-presidente da província do Maranhão, exercendo a presidência interinamente, de 6 a 10 de agosto de 1866.